# Kanhoji Angria
Kanhoji Angria o Kanhoji Angre (en maratí, कान्होजी आंग्रे) (agosto de 1669 - 4 de julio de 1729) fue un almirante maratha de la flota naval india. Kanhojia Angre está considerado como uno de los mejores almirantes de todos los tiempos. La Confederación Maratha fue una organización estatal que existió en el subcontinente indio entre 1674 y 1818.

## Datos biográficos
Angria nació en agosto de 1669 y murió el 4 de julio de 1729. 
El peshwa lo nombró, en sustitución de Sidhoji Gujar, almirante de las fuerzas navales maratí en 1698. Su cuartel general estaba en Kolaba. Dominaba en 1710 la fortaleza de Severndroog en la isla de Vijayadurg al sur de Bombay, que utilizaba como base para defender la territorialidad frente a los barcos británicos y su audacia lo llevó a atacar hasta cerca de la misma Bombay. La caída de la autoridad central marata desapareció frente a los mugales. La situación estratégica le permitió mantener sus fortalezas y refugios, desde donde atacaba a los barcos enemgios y les despojaba de sus mercancías. En esa época, 1700, en las metrópolis coloniales -Inglaterra fundamentalmente- se propagó su fama de peligroso pirata. En realidad sus actividades marítimas hay que situarlas como mera defensa de la nación Marata frente a los invasores que pretendían conquistar ese territorio estratégico. La coalición frente a la nación Marata estuvo formada por Sidhis, Mughalos y Portugueses. En esa guerra Kahnoji Angre salió victorioso anexionándose Sagargad. Desde esa nueva situación defendíó la territorialidad de Marata frente a las potencias extranjeras. Realizó ataques a numerosos barcos como señal de territorialidad de las aguas. Estos ataques eran publicitados desde las potencias extranjeras coloniales (Inglaterra, Portugal, Holanda y Francia) como actos de piraterías ante su derecho comercial preeminente.
Angria era temido en toda la Costa Malabar por sus ataques rápidos y contundentes, principalmente contra buques mercantes británicos de la Compañía de las Indias Orientales. Una flota de veinte naves británicas intentó detenerlo, pero Kanhoji la venció. Los ataques de la flota de Angria a las embarcaciones británicas, neerlandesas y portuguesas continuaron.
En 1712, capturó el barco del gobernador británico de Bombay y pidió un alto rescate por él y su tripulación. Con el pago, dejó de atacar las naves inglesas de la Compañía. Así lo hizo por cuatro años, hasta que el nuevo gobernador lo empezó a perseguir de nuevo.
Al morir, Kanhoji dejó toda su fortuna a sus hijos legítimos Sumbhaji y Sekhoji. De sus tres hijos extramatrimoniales (Tujali, Manaji y Yeshaji), fue Tulaji quien continuó las actividades piratas como su padre.